# The Seeds of Love
Albums de Tears for Fears
Songs from the Big Chair
(1985) Tears Roll Down (Greatest Hits 82-92)
(1992)
Singles
1. Sowing the Seeds of Love
Sortie : 21 août 1989
2. Woman in Chains
Sortie : 6 novembre 1989
3. Advice for the Young at Heart
Sortie : 19 février 1990
4. Famous Last Words
Sortie : 6 août 1990

The Seeds of Love est le troisième album studio de Tears for Fears, sorti le 27 septembre 1989.
Album attendu depuis plusieurs années, sa sortie fut retardée en raison d'un long travail de réalisation et des tensions naissantes entre Orzabal et Smith. Il fut à sa sortie l'album le plus cher jamais produit (environ un million de £).
Comme Songs from the Big Chair, The Seeds of Love connut un grand succès international, même s'il s'est moins vendu dans les pays anglo-saxons que son prédécesseur : un million d'exemplaires écoulés aux États-Unis contre cinq millions pour son prédécesseur ou 300 000 au Royaume-Uni contre 900 000 pour le précédent (album certifié tout de même disque de platine dans ces deux pays). Cependant, cette tendance n'est pas générale puisque The Seeds of Love s'est ailleurs parfois mieux vendu que Songs from the Big Chair, notamment en Europe continentale (comme en France, en Italie ou aux Pays-Bas). On estime aujourd'hui ses ventes à plus de cinq millions d'exemplaires à travers le monde.
L'album contient le fameux tube planétaire Sowing the Seeds of Love, un des titres les plus aboutis du groupe, présenté comme un pastiche et un hommage aux Beatles, ainsi qu'un autre titre emblématique (et succès international) Woman in Chains (interprété avec la chanteuse soul Oleta Adams). L'album a souvent été comparé à Sgt. Pepper's Lonely Hearts Club Band des Beatles.
Le bassiste et chanteur Curt Smith quittera le groupe après la tournée mondiale qui suivra l'album.
Les batteurs Phil Collins (pour Woman in Chains), Manu Katché (pour Badman's song et Sowing the seeds of love, titre sur lequel il ne fut pas crédité) et Simon Phillips (pour Year of the Knife) ont participé à cet album.
À noter aussi qu'il s'agit du dernier album de Tears for Fears auquel participe le claviériste Ian Stanley, membre du groupe depuis les débuts.

## Historique

### A la recherche d'un nouveau son (1986)
La première chanson composée pour The Seeds of Love est Badman's Song (initialement intitulée "The Bad Man Song"), écrite lors de la tournée mondiale du groupe en 1985 après que Roland Orzabal entende deux membres du personnel de la tournée le calomnier dans une chambre d'hôtel une nuit. La chanson est co-écrite par Orzabal avec le claviériste Nicky Holland, qui est en tournée avec le groupe tout au long de 1985. Holland continuera à jouer un rôle essentiel dans l'écriture et l'enregistrement de The Seeds of Love, tout comme le claviériste Ian Stanley avait sur l'album précédent du groupe, Songs from the Big Chair.

Les sessions d'enregistrement de l'album commencent à la fin de 1986 avec les producteurs Clive Langer et Alan Winstanley, mais Orzabal et Curt Smith ne sont pas satisfaits des résultats et les enregistrements sont donc été abandonnés au début de 1987. Chris Hughes (qui avait produit les deux précédents albums de Tears for Fears) est ensuite rappelé, mais à nouveau des conflits éclatent sur la direction du nouvel album. Orzabal en particulier s'est lassé de composer et de jouer de la musique à l'aide de machines et de séquenceurs, comme la majorité de la musique de Tears for Fears l'a été jusque-là, et s'efforce de quelque chose de plus organique et d'une manière différente de travailler.

« En tant que groupe, nous venions de l'ère de la pop programmée du début des années 80 et nous avions hérité d'un sens de la structure qui imprégnait presque toute notre musique. Notre façon de travailler devenait trop stérile. Nous voulions faire quelque chose de plus coloré, quelque chose qui sonnait lourd et chaleureux. Vous ne pouvez pas obtenir cela avec des machines. Vous n'obtenez cela qu'avec de vrais musiciens. »

— Curt Smith

### Enregistrement deSowing the Seeds of Loveet départ de Ian Stanley (1987)
La chanson Sowing the Seeds of Love est écrite en juin 1987, la même semaine que les élections générales britanniques au cours desquelles Margaret Thatcher et le Parti conservateur remportent un troisième mandat consécutif (comme en témoignent les paroles « Politician granny with your high ideals, have you no idea how the majority feels? (Mamie politicienne avec vos idéaux élevés, vous n'avez aucune idée de ce que ressent la majorité ?) »). Hughes et le claviériste de longue date de la TFF Ian Stanley quittent tous deux le projet plus tard en 1987 en invoquant des "différences créatives", bien que leurs contributions au morceau soient restées sur l'album final. Après deux tentatives infructueuses pour faire l'album, le groupe a choisi de le produire lui-même, assisté de l'ingénieur Dave Bascombe. 
Toujours en 1987, Orzabal et Smith s'envolent pour les États-Unis pour retrouver une pianiste / chanteuse de salon d'hôtel nommée Oleta Adams, qu'ils ont vue jouer à Kansas City lors de leur tournée américaine de 1985. Espérant qu'elle pourra ajouter à la sensation organique en apportant une chaleur soul à leur musique, ils invitent Adams à travailler avec eux sur leur nouvel album. Adams se produira finalement sur trois titres (Woman in Chains, Badman's Song et Standing on the Corner of the Third World), et un contrat d'enregistrement solo lui est également proposé par la maison de disques du groupe Fontana.

### Finalisation de l'enregistrement (1988-1989)
L'enregistrement recommence au début de 1988 et dure jusqu'à l'été 1989. Avec un assortiment de musiciens de session respectés, dont les batteurs Manu Katché et Simon Phillips, le bassiste Pino Palladino et une apparition invitée de Phil Collins à la batterie, une grande partie de l'album est enregistrée en jam sessions mettant en vedette différentes interprétations de la musique, puis éditées plus tard. Certains des morceaux, en particulier Badman's Song, sont enregistrés plusieurs fois dans une palette de styles musicaux différents, y compris, selon Holland, des versions de la chanson qui rappellent Barry White, Little Feat et Steely Dan avant de s'installer sur le jazz/gospel. version qui se trouve sur l'album final. Le coproducteur Dave Bascombe commente que la version finale de la chanson n'a presque rien à voir avec la démo originale car elle a subi tant de changements. Le morceau Swords and Knives est écrit à l'origine pour le film de 1986 Sid et Nancy (sur la relation entre Sid Vicious et Nancy Spungen), mais est rejeté par le cinéaste pour ne pas être assez "punk".
En raison de la présence de nombreux musiciens de sessions très connus et du long processus de production, y compris les enregistrements précédents abandonnés, l'album aura coûté 1 million de livres sterling (en comparaison, Songs from the Big Chair coûtait environ 70 000 £). Le mix final de l'album est achevé aux studios Mayfair de Londres en juillet 1989. Les frustrations lors de la réalisation de l'album a également donné lieu à des tensions entre Orzabal et Smith, Orzabal étant devenu une sorte de perfectionniste complexe et Smith préoccupé par son style de vie de jet set plutôt que de se concentrer sur l'album (le premier mariage de Smith s'est également soldé par un divorce lors de la réalisation de l'album). À un moment donné, Orzabal envisage d'appeler l'album Famous Last Words (le titre du dernier morceau de l'album), commentant « cela pourrait bien s'avérer être notre dernier album ». En effet, le duo ne fera plus d'enregistrements ensemble pendant plus d'une décennie.

## Parution et réception

### Parution et accueil commercial
Désormais sous contrat avec le label Fontana, filiale de Phonogram nouvellement réactivé, le premier single de l'album, Sowing the Seeds of Love, est sorti en août 1989. Il devient un succès mondial, culminant à la cinquième place au Royaume-Uni, deuxième aux États-Unis et premier au Canada. L'album sort en septembre 1989, entrant dans le classement britannique des albums à la première place et sera certifié disque de platine par le BPI  trois semaines plus tard. Aux États-Unis, il atteint la huitième place et est également certifié disque de platine. Cet album atteint le top dix dans de nombreux autres pays du monde.
Deux autres singles de l'album, Woman in Chains (enregistré en duo avec Adams) et Advice for the Young at Heart (le seul morceau avec Smith seul au chant principal) atteignent le Top 40 au Royaume-Uni et à l'international. Famous Last Words est sorti en tant que quatrième single au milieu de 1990 par le label sans l'implication du groupe, bien que qu'il n'atteigne qu'à la 83e place au Royaume-Uni. Une compilation vidéo, Sowing the Seeds, contenant les vidéos promotionnelles des trois premiers singles de l'album sort également en 1990.
Le groupe se lance dans une tournée mondiale pour promouvoir l'album en 1990, mettant en vedette Adams à la fois en tant que chanteuse et musicienne avec le groupe (son album solo, Circle of One, produit par Orzabal et Dave Bascombe est également sorti à cette époque). Le concert du groupe au Santa Barbara County Bowl en mai 1990 est filmé et diffusé en cassette vidéo, intitulé Going to California.
Un livre d'accompagnement de 64 pages à l'album, intitulé Tears for Fears - The Seeds of Love, est également publié en 1990 par Virgin Books et offre un aperçu du processus d'écriture et d'enregistrement derrière l'album ainsi que les partitions de chaque chanson et rares photographies promotionnelles d'époque.

### Rééditions
L'album est remasterisé et réédité en 1999 avec quatre titres bonus qui étaient à l'origine des faces B des trois premiers singles de l'album. Il n'inclut pas la chanson My Life in the Suicide Ranks qui était une face B supplémentaire à Woman in Chains et ne peut à l'époque être trouvée que sur la compilation de raretés du groupe de 1996 Saturnine Martial and Lunatic. 
À la suite des campagnes de réédition de The Hurting (2013) et Songs from the Big Chair (2014), The Seeds of Love est de nouveau été réédité en octobre 2020 dans une nouvelle version remastérisée en cinq formats différents, dont un coffret de 5 disques en édition super deluxe comprenant du matériel bonus tel que des versions uniques, des faces B (cette fois comprenant My Life in the Suicide Ranks), des démos, extraits et un mixage de son surround 5.1, à nouveau réalisé par Steven Wilson, qui était également responsable du mixage surround pour Songs from the Big Chair,. D'autres éditions publiées en même temps incluent une édition de luxe de 2 CD, une édition de CD unique, un album vinyle et un album de disques d'images en vinyle. Paul Sinclair qui co-réalise cette réédition interviewe des membres du groupe, des producteurs et des collaborateurs pour les nombreuses notes de pochette de l'édition. L'édition deluxe ateint la 13e place du classement britannique des albums en octobre 2020.

### Réception critique
Lloyd Bradley fait l'éloge de The Seeds of Love pour Q, résumant l'album comme « un changement si radical par rapport aux chansons pop marquants robustes de Tears for Fears du début des années 80 qu'il les fait paraître hors sujet ». Dans Rolling Stone, Michael Azerrad écrit: « Si avec la chanson titre Tears for Fears peut être comparé aux Beatles, c'est dans l'affirmation tacite que la musique populaire peut aussi être une musique exceptionnelle. C'est quelque chose que ce disque remarquable prouve encore et encore ». Greg Kot du Chicago Tribune a décrit l'album comme "étonnant", avec un « espace grand ouvert et émouvant qui dément les lourdes dépenses de production ». Le critique du Los Angeles Times, Chris Willman, apprécie les trois premières chansons, mais déplore les « points culminants inhabituellement frénétiques du rock 'n' roll » et les paroles « sous-développées et surmenées » parmi les derniers morceaux, décrivant l'album comme globalement « juste comme ça ». Simon Williams, écrivant pour NME, perçoit The Seeds of Love comme un effort «mature» consciemment et constate que Tears for Fears est « tombé d'une simplicité pop joyeuse à une complexité caricaturale ».
Dans une revue rétrospective pour AllMusic, Stanton Swihart observe « l'âme atmosphérique polie » de l'album, le qualifiant d'« apothéose de l'évolution d'Orzabal et Smith ». Une critique de la réédition de 1999 par Bruce Eder d'AllMusic indique « les meilleures voix de l'histoire de Tears for Fears » et « leur production la plus ambitieuse ». Évaluant la réédition 2020 pour Record Collector, John Earls fait allusion à la « détermination obsessionnelle d'Orzabal d'atteindre les niveaux de perfection technique de Steely Dan », tout en attribuant à ses «dons mélodiques» le fait d'empêcher l'album de « devenir trop exagéré ». D'un autre côté, Ira Robbins de Trouser Press fait l'éloge de la chanson titre et de la voix émouvante d'Adams, mais décrit la majeure partie de l'album comme « absurdement surintellectualisée » et « presque impénétrable ».

## Fiche technique

### Liste des chansons et versions
| No | Titre                                     | Auteur              | Durée |
| -- | ----------------------------------------- | ------------------- | ----- |
| 1. | Woman in Chains                           | Orzabal             | 6:31  |
| 2. | Badman's Song                             | Orzabal, Holland    | 8:33  |
| 3. | Sowing the Seeds of Love                  | Orzabal, Curt Smith | 6:19  |
| 4. | Advice for the Young at Heart             | Orzabal, Holland    | 4:51  |
| 5. | Standing on the Corner of the Third World | Roland Orzabal      | 5:34  |
| 6. | Swords and Knives                         | Orzabal, Holland    | 6:13  |
| 7. | Year of the Knife                         | Orzabal, Holland    | 7:08  |
| 8. | Famous Last Words                         | Orzabal, Holland    | 4:27  |

| 9.  | Tears Roll Down (face B de Sowing the Seeds of Love)                                         | Orzabal, Dave Bascombe | 3:16 |
| 10. | Always in the Past (face B de Woman in Chains)                                               | Orzabal, Ian Stanley   | 4:38 |
| 11. | Music for Tables (face B de Advice for the Young at Heart)                                   | Orzabal                | 3:32 |
| 12. | Johnny Panic and the Bible of Dreams (face B additionnelle de Advice for the Young at Heart) | Orzabal                | 4:17 |

| Édition 2020 Super Deluxe - disque deux : The Sun (faces B et versions single) | Édition 2020 Super Deluxe - disque deux : The Sun (faces B et versions single) | Édition 2020 Super Deluxe - disque deux : The Sun (faces B et versions single) | Édition 2020 Super Deluxe - disque deux : The Sun (faces B et versions single) | Édition 2020 Super Deluxe - disque deux : The Sun (faces B et versions single) | Édition 2020 Super Deluxe - disque deux : The Sun (faces B et versions single) | Édition 2020 Super Deluxe - disque deux : The Sun (faces B et versions single) | Édition 2020 Super Deluxe - disque deux : The Sun (faces B et versions single) | Édition 2020 Super Deluxe - disque deux : The Sun (faces B et versions single) | Édition 2020 Super Deluxe - disque deux : The Sun (faces B et versions single) |
| No                                                                             | Titre                                                                          | Durée                                                                          |                                                                                |                                                                                |                                                                                |                                                                                |                                                                                |                                                                                |                                                                                |
| ------------------------------------------------------------------------------ | ------------------------------------------------------------------------------ | ------------------------------------------------------------------------------ | ------------------------------------------------------------------------------ | ------------------------------------------------------------------------------ | ------------------------------------------------------------------------------ | ------------------------------------------------------------------------------ | ------------------------------------------------------------------------------ | ------------------------------------------------------------------------------ | ------------------------------------------------------------------------------ |
| 1.                                                                             | Sowing the Seeds of Love (7″ Version)                                          | 5:43                                                                           |                                                                                |                                                                                |                                                                                |                                                                                |                                                                                |                                                                                |                                                                                |
| 2.                                                                             | Tears Roll Down                                                                | 3:16                                                                           |                                                                                |                                                                                |                                                                                |                                                                                |                                                                                |                                                                                |                                                                                |
| 3.                                                                             | Woman in Chains (7” Version)                                                   | 5:28                                                                           |                                                                                |                                                                                |                                                                                |                                                                                |                                                                                |                                                                                |                                                                                |
| 4.                                                                             | Always in the Past                                                             | 4:38                                                                           |                                                                                |                                                                                |                                                                                |                                                                                |                                                                                |                                                                                |                                                                                |
| 5.                                                                             | My Life in the Suicide Ranks                                                   | 4:32                                                                           |                                                                                |                                                                                |                                                                                |                                                                                |                                                                                |                                                                                |                                                                                |
| 6.                                                                             | Woman in Chains (Instrumental)                                                 | 6:30                                                                           |                                                                                |                                                                                |                                                                                |                                                                                |                                                                                |                                                                                |                                                                                |
| 7.                                                                             | Advice for the Young at Heart (7” Version)                                     | 4:49                                                                           |                                                                                |                                                                                |                                                                                |                                                                                |                                                                                |                                                                                |                                                                                |
| 8.                                                                             | Johnny Panic and the Bible of Dreams (Instrumental)                            | 4:18                                                                           |                                                                                |                                                                                |                                                                                |                                                                                |                                                                                |                                                                                |                                                                                |
| 9.                                                                             | Music for Tables                                                               | 3:32                                                                           |                                                                                |                                                                                |                                                                                |                                                                                |                                                                                |                                                                                |                                                                                |
| 10.                                                                            | Johnny Panic and the Bible of Dreams (Mix One)                                 | 6:22                                                                           |                                                                                |                                                                                |                                                                                |                                                                                |                                                                                |                                                                                |                                                                                |
| 11.                                                                            | Johnny Panic and the Bible of Dreams (Mix Two)                                 | 5:55                                                                           |                                                                                |                                                                                |                                                                                |                                                                                |                                                                                |                                                                                |                                                                                |
| 12.                                                                            | Sowing the Seeds of Love (US Radio Edit)                                       | 4:04                                                                           |                                                                                |                                                                                |                                                                                |                                                                                |                                                                                |                                                                                |                                                                                |
| 13.                                                                            | Woman In Chains (US Radio Edit 1)                                              | 4:42                                                                           |                                                                                |                                                                                |                                                                                |                                                                                |                                                                                |                                                                                |                                                                                |
| 14.                                                                            | Advice for the Young at Heart (Italian Radio Edit)                             | 3:40                                                                           |                                                                                |                                                                                |                                                                                |                                                                                |                                                                                |                                                                                |                                                                                |
| 15.                                                                            | Year of the Knife (Canadian Single Version)                                    | 5:40                                                                           |                                                                                |                                                                                |                                                                                |                                                                                |                                                                                |                                                                                |                                                                                |
| 16.                                                                            | Johnny Panic and the Bible of Dreams                                           | 4:17                                                                           |                                                                                |                                                                                |                                                                                |                                                                                |                                                                                |                                                                                |                                                                                |
| 77:26                                                                          |                                                                                |                                                                                |                                                                                |                                                                                |                                                                                |                                                                                |                                                                                |                                                                                |                                                                                |

| Édition 2020 Super Deluxe - disque trois : The Moon (Radio Edits & mixages alternatives) | Édition 2020 Super Deluxe - disque trois : The Moon (Radio Edits & mixages alternatives) | Édition 2020 Super Deluxe - disque trois : The Moon (Radio Edits & mixages alternatives) | Édition 2020 Super Deluxe - disque trois : The Moon (Radio Edits & mixages alternatives) | Édition 2020 Super Deluxe - disque trois : The Moon (Radio Edits & mixages alternatives) | Édition 2020 Super Deluxe - disque trois : The Moon (Radio Edits & mixages alternatives) | Édition 2020 Super Deluxe - disque trois : The Moon (Radio Edits & mixages alternatives) | Édition 2020 Super Deluxe - disque trois : The Moon (Radio Edits & mixages alternatives) | Édition 2020 Super Deluxe - disque trois : The Moon (Radio Edits & mixages alternatives) | Édition 2020 Super Deluxe - disque trois : The Moon (Radio Edits & mixages alternatives) |
| No                                                                                       | Titre                                                                                    | Durée                                                                                    |                                                                                          |                                                                                          |                                                                                          |                                                                                          |                                                                                          |                                                                                          |                                                                                          |
| ---------------------------------------------------------------------------------------- | ---------------------------------------------------------------------------------------- | ---------------------------------------------------------------------------------------- | ---------------------------------------------------------------------------------------- | ---------------------------------------------------------------------------------------- | ---------------------------------------------------------------------------------------- | ---------------------------------------------------------------------------------------- | ---------------------------------------------------------------------------------------- | ---------------------------------------------------------------------------------------- | ---------------------------------------------------------------------------------------- |
| 1.                                                                                       | Year of the Knife (Overture)                                                             | 1:47                                                                                     |                                                                                          |                                                                                          |                                                                                          |                                                                                          |                                                                                          |                                                                                          |                                                                                          |
| 2.                                                                                       | Year of the Knife (Early Mix – Instrumental)                                             | 8:50                                                                                     |                                                                                          |                                                                                          |                                                                                          |                                                                                          |                                                                                          |                                                                                          |                                                                                          |
| 3.                                                                                       | Sowing the Seeds of Love (Alternate Mix)                                                 | 7:22                                                                                     |                                                                                          |                                                                                          |                                                                                          |                                                                                          |                                                                                          |                                                                                          |                                                                                          |
| 4.                                                                                       | Tears Roll Down (Alternate Mix)                                                          | 4:07                                                                                     |                                                                                          |                                                                                          |                                                                                          |                                                                                          |                                                                                          |                                                                                          |                                                                                          |
| 5.                                                                                       | Year of the Knife (Steve Chase 7″ Remix)                                                 | 4:29                                                                                     |                                                                                          |                                                                                          |                                                                                          |                                                                                          |                                                                                          |                                                                                          |                                                                                          |
| 6.                                                                                       | Badman's Song (Early Mix)                                                                | 7:56                                                                                     |                                                                                          |                                                                                          |                                                                                          |                                                                                          |                                                                                          |                                                                                          |                                                                                          |
| 7.                                                                                       | Advice for the Young at Heart (Instrumental)                                             | 4:56                                                                                     |                                                                                          |                                                                                          |                                                                                          |                                                                                          |                                                                                          |                                                                                          |                                                                                          |
| 8.                                                                                       | Year of the Knife (The Mix)                                                              | 6:55                                                                                     |                                                                                          |                                                                                          |                                                                                          |                                                                                          |                                                                                          |                                                                                          |                                                                                          |
| 9.                                                                                       | Johnny Panic and the Bible of Dreams (Mix One – 7” Edit)                                 | 3:43                                                                                     |                                                                                          |                                                                                          |                                                                                          |                                                                                          |                                                                                          |                                                                                          |                                                                                          |
| 10.                                                                                      | Sowing the Seeds of Love (Early Mix – Instrumental)                                      | 5:55                                                                                     |                                                                                          |                                                                                          |                                                                                          |                                                                                          |                                                                                          |                                                                                          |                                                                                          |
| 11.                                                                                      | Woman in Chains (US Radio Edit 2)                                                        | 4:19                                                                                     |                                                                                          |                                                                                          |                                                                                          |                                                                                          |                                                                                          |                                                                                          |                                                                                          |
| 12.                                                                                      | Year of the Knife (Canadian Single Version – Instrumental)                               | 5:40                                                                                     |                                                                                          |                                                                                          |                                                                                          |                                                                                          |                                                                                          |                                                                                          |                                                                                          |
| 13.                                                                                      | Famous Last Words (French Radio Edit)                                                    | 3:07                                                                                     |                                                                                          |                                                                                          |                                                                                          |                                                                                          |                                                                                          |                                                                                          |                                                                                          |
| 14.                                                                                      | Woman in Chains (Reprise)                                                                | 6:39                                                                                     |                                                                                          |                                                                                          |                                                                                          |                                                                                          |                                                                                          |                                                                                          |                                                                                          |
| 74:19                                                                                    |                                                                                          |                                                                                          |                                                                                          |                                                                                          |                                                                                          |                                                                                          |                                                                                          |                                                                                          |                                                                                          |

| Édition 2020 Super Deluxe - disque quatre : The Wind (Démos, Diversions & Jams) | Édition 2020 Super Deluxe - disque quatre : The Wind (Démos, Diversions & Jams) | Édition 2020 Super Deluxe - disque quatre : The Wind (Démos, Diversions & Jams) | Édition 2020 Super Deluxe - disque quatre : The Wind (Démos, Diversions & Jams) | Édition 2020 Super Deluxe - disque quatre : The Wind (Démos, Diversions & Jams) | Édition 2020 Super Deluxe - disque quatre : The Wind (Démos, Diversions & Jams) | Édition 2020 Super Deluxe - disque quatre : The Wind (Démos, Diversions & Jams) | Édition 2020 Super Deluxe - disque quatre : The Wind (Démos, Diversions & Jams) | Édition 2020 Super Deluxe - disque quatre : The Wind (Démos, Diversions & Jams) | Édition 2020 Super Deluxe - disque quatre : The Wind (Démos, Diversions & Jams) |
| No                                                                              | Titre                                                                           | Durée                                                                           |                                                                                 |                                                                                 |                                                                                 |                                                                                 |                                                                                 |                                                                                 |                                                                                 |
| ------------------------------------------------------------------------------- | ------------------------------------------------------------------------------- | ------------------------------------------------------------------------------- | ------------------------------------------------------------------------------- | ------------------------------------------------------------------------------- | ------------------------------------------------------------------------------- | ------------------------------------------------------------------------------- | ------------------------------------------------------------------------------- | ------------------------------------------------------------------------------- | ------------------------------------------------------------------------------- |
| 1.                                                                              | Rhythm of Life (Demo)                                                           | 5:12                                                                            |                                                                                 |                                                                                 |                                                                                 |                                                                                 |                                                                                 |                                                                                 |                                                                                 |
| 2.                                                                              | Advice for the Young at Heart (Demo)                                            | 4:52                                                                            |                                                                                 |                                                                                 |                                                                                 |                                                                                 |                                                                                 |                                                                                 |                                                                                 |
| 3.                                                                              | Swords and Knives (Demo)                                                        | 3:51                                                                            |                                                                                 |                                                                                 |                                                                                 |                                                                                 |                                                                                 |                                                                                 |                                                                                 |
| 4.                                                                              | Famous Last Words (Demo)                                                        | 4:12                                                                            |                                                                                 |                                                                                 |                                                                                 |                                                                                 |                                                                                 |                                                                                 |                                                                                 |
| 5.                                                                              | Sowing the Seeds of Love (Demo – Instrumental)                                  | 6:06                                                                            |                                                                                 |                                                                                 |                                                                                 |                                                                                 |                                                                                 |                                                                                 |                                                                                 |
| 6.                                                                              | Badman's Song (Langer/Winstanley Version – Instrumental)                        | 7:30                                                                            |                                                                                 |                                                                                 |                                                                                 |                                                                                 |                                                                                 |                                                                                 |                                                                                 |
| 7.                                                                              | Woman in Chains (Townhouse Jam)                                                 | 7:06                                                                            |                                                                                 |                                                                                 |                                                                                 |                                                                                 |                                                                                 |                                                                                 |                                                                                 |
| 8.                                                                              | Broken (Townhouse Jam)                                                          | 1:37                                                                            |                                                                                 |                                                                                 |                                                                                 |                                                                                 |                                                                                 |                                                                                 |                                                                                 |
| 9.                                                                              | Rhythm of Life (Townhouse Jam)                                                  | 3:09                                                                            |                                                                                 |                                                                                 |                                                                                 |                                                                                 |                                                                                 |                                                                                 |                                                                                 |
| 10.                                                                             | Badman's Song (Townhouse Jam)                                                   | 8:17                                                                            |                                                                                 |                                                                                 |                                                                                 |                                                                                 |                                                                                 |                                                                                 |                                                                                 |
| 11.                                                                             | Badman's Song (Reprise) (Townhouse Jam)                                         | 2:50                                                                            |                                                                                 |                                                                                 |                                                                                 |                                                                                 |                                                                                 |                                                                                 |                                                                                 |
| 12.                                                                             | Standing on the Corner of the Third World (Townhouse Jam)                       | 9:09                                                                            |                                                                                 |                                                                                 |                                                                                 |                                                                                 |                                                                                 |                                                                                 |                                                                                 |
| 63:12                                                                           |                                                                                 |                                                                                 |                                                                                 |                                                                                 |                                                                                 |                                                                                 |                                                                                 |                                                                                 |                                                                                 |

1. ↑  Un remix de Johnny Panic and the Bible of Dreams est également sorti en tant que single séparé au Royaume-Uni en 1991 et atteint la 70e place du classement singles britannique et premier au classement britannique Dance.

### Crédits

#### Tears for Fears
- Roland Orzabal : Chant (sauf sur Advice for a Young at Heart), chœurs, guitare, claviers, programmation Fairlight
- Curt Smith : Basse, chant sur Sowing of Seeds of Love et Advice for a Young at Heart, chœurs
- Ian Stanley : Claviers et orgue Hammond sur Woman in Chains et Sowing of Seeds of Love

#### Musiciens additionnels
- Oleta Adams : claviers, chant sur Woman in Chains, chœurs et piano acoustique sur Badman's Song et Standing on the Corner of the Third World
- Nicky Holland : claviers, choeurs sur Badman's Song, Advice for the Young at Heart et Year of the Knife, piano acoustique sur Advice for the Young at Heart, Swords and Knives et Famous Last Words, cordes synthétiques Kurzweil sur Famous Last Words
- Simon Clark : claviers, synthétiseur sur Badman's Song et Standing on the Corner of the Third World, Hammond organ sur Badman's Song, Advice for the Young at Heart, Standing on the Corner of the Third World et Year of the Knife
- Neil Taylor : guitare sur Woman in Chains, guitare rythmique sur Year of the Knife
- Robbie McIntosh : guitare principale sur Badman's Song et Year of the Knife, guitare slide sur Badman's Song
- Randy Jacobs : guitare
- Pino Palladino : basse sur Badman's Song et Standing on the Corner of the Third World
- Phil Collins : batterie sur la seconde partie de Woman in Chains (à partir de 3:32)
- Manu Katché : batterie sur la première partie de Woman in Chains (jusqu'à 3:32) Badman's Song et Standing on the Corner of the Third World
- Chris Hughes : batterie sur Sowing the Seeds of Love
- Simon Phillips : batterie sur Advice for the Young at Heart, Swords and Knives, Year of the Knife et Famous Last Words
- Luís Jardim : percussion
- Carole Steele : percussion sur Badman's Song et Standing on the Corner of the Third World
- Richard Niles : arrangements orchestrale sur Sowing the Seeds of Love
- Jon Hassell : trompette sur Standing on the Corner of the Third World et Famous Last Words
- Peter Hope-Evans : harmonica sur Standing on the Corner of the Third World
- Kate St John : saxophone et hautbois sur Swords and Knives
- Tessa Niles : chœurs sur Badman's Song, Standing on the Corner of the Third World et Year of the Knife, chant sur Swords and Knives
- Carol Kenyon : chœurs sur Badman's Song, Standing on the Corner of the Third World et Year of the Knife
- Maggie Ryder : chœurs sur Advice for the Young at Heart
- Dolette McDonald : chœurs sur Year of the Knife
- Andy Caine : chœurs sur Year of the Knife

### Équipe technique
- Tears for Fears : production
- David Bascombe : production, ingénieur du son, mixage (sauf Woman in Chains et une partie de Year of the Knife)
- Chris Hughes : production sur Sowing the Seeds of Love
- Steve Chase : ingénieur du son additionnel
- Heidi Canova et Lee Curle : assistants ingénieurs du son
- Mixing – Bob Clearmountain : mixage sur Woman in Chains et une partie de Year of the Knife
- Bob Ludwig : mastering
- David Scheinmann : direction artistique et photographe
- Jeff Katz : photographie d'Oleta Adams
- Stylorouge : design

## Classements

### Classements hebdomadaires
| Classement (1989)                         | Meilleure position |
| ----------------------------------------- | ------------------ |
| Australie (ARIA)                          | 18                 |
| Autriche (Ö3 Austria Top 40)              | 13                 |
| Canada (Canadian Albums)                  | 5                  |
| Pays-Bas (Mega Album Top 100)             | 7                  |
| European Albums (Music & Media)           | 3                  |
| Finlande Albums (Suomen virallinen lista) | 27                 |
| France Albums (SNEP)                      | 3                  |
| Allemagne (Media Control AG)              | 5                  |
| Irlande Albums (IFPI)                     | 1                  |
| Italie Albums (Musica e dischi)           | 5                  |
| Japon Albums (Oricon)                     | 13                 |
| Nouvelle-Zélande (RIANZ)                  | 4                  |
| Norvège (VG-lista)                        | 14                 |
| Espagne Albums (AFYVE)                    | 13                 |
| Suède (Sverigetopplistan)                 | 5                  |
| Suisse (Schweizer Hitparade)              | 8                  |
| Royaume-Uni (UK Albums Chart)             | 1                  |
| États-Unis (Billboard 200)                | 8                  |

| Classement (2020)             | Peak position |
| ----------------------------- | ------------- |
| Écosse (OCC)                  | 8             |
| Royaume-Uni (UK Albums Chart) | 13            |

### Classements de fin d'année
| Classement (1989)               | Position |
| ------------------------------- | -------- |
| Australie Albums (ARIA)         | 94       |
| Canada Top Albums/CDs (RPM)     | 38       |
| Pays-Bas Albums (Album Top 100) | 47       |
| European Albums (Music & Media) | 46       |
| Royaume-Uni Albums (Gallup)     | 27       |

| Classement (1990)                     | Position |
| ------------------------------------- | -------- |
| Canada Top Albums/CDs (RPM)           | 58       |
| Pays-Bas Albums (Album Top 100)       | 78       |
| European Albums (Music & Media)       | 45       |
| Allemagne Albums (Offizielle Top 100) | 61       |
| États-Unis Billboard 200              | 66       |

## Certifications
(mars 2023).
| Pays                       | Certification | Ventes certifiées |
| -------------------------- | ------------- | ----------------- |
| Allemagne (BVMI)           | Or            | 250 000 +         |
| Brésil (Pro-Musica Brasil) | Or            | 100 000 +         |
| Canada (CRIA)              | 2 × Platine   | 200 000 +         |
| Espagne (PROMUSICAE)       | Or            | 50 000 +          |
| États-Unis (RIAA)          | Platine       | 1 000 000 +       |
| France (SNEP)              | Platine       | 300 000 +         |
| Pays-Bas (NVPI)            | Or            | 50 000 +          |
| Royaume-Uni (BPI)          | Platine       | 300 000 +         |
| Suisse (IFPI Switzerland)  | Or            | 25 000 +          |